# 戴繼宗
戴繼宗（James Hudson Taylor IV），是內地會（現稱海外基督使團）創辦人戴德生的第五代世孫，父親是戴紹曾（1929年－2009年）。
戴繼宗在台灣出生，在台灣高雄油廠國小及台北復興小學接受國民教育，在馬禮遜美國學校完成中學課程，後至美國西雅圖太平洋大學，及阿斯伯里（Asbury）神學院就讀。在波士頓郊區華人聖經教會任職五年，在台灣校園團契做學生工作三年。
1993年，戴繼宗牧師與台灣人柯悅敏結婚，成為戴氏家族中第一位與華人結婚的後代。柯悅敏在基督教家庭中長大，是帶領原住民宣教之母芝苑歸信基督教的李水車傳教師的外孫女，李水車的小妹為台灣第一位女牧師李幫助。柯悅敏於東吳大學音樂系畢業後，在波士頓大學完成聲樂演唱碩士學位，曾任教於中華福音神學院、台灣神學院、玉山神學院、國立花蓮師範學院與花蓮中學音樂班。出版了五張專輯，除了三張詩歌CD─台語專輯《至好朋友就是耶穌》、《揚聲讚美─生命的樂章》（一）、（二），還錄製了《中國藝術歌曲民謠、台灣民謠》、《世界名曲》兩張獨唱專輯。
1996年戴繼宗牧師全家移居香港，任「海外基督使團」華人事工部人事主任；1998年任華人事工部主任。從2008起擔任華人事工動員主任；2014年4月應邀負責「海外基督使團」華人教會宣教事工：推動培育領袖、強化教會、推動跨文化宣教。 2006 年，戴繼宗返回母校阿斯伯里攻讀 Beeson International Leadership 的 D.Min. 學位。2012年獲得教牧學博士學位，論文題目《中國跨文化宣教的覺醒與前瞻》。
戴繼宗柯悅敏育有三個孩子：一男（戴承約、媳婦戴恩琦），兩女（戴承書、戴承亞）。
2020年8月1日起擔任中華福音神學院第八屆院長。

## 外部連結
- 出身宣教世家　戴繼宗：祂是活人的主！.基督教今日報.2012-02-06
- 戴繼宗牧師：約瑟非賣乃差 人生翻轉[]
- 中文流利的洋人[]